# 염현서
염현서(2005년 11월 14일~)는 대한민국의 배우이자 모델이다. 6세 때였던 2010년 3월 11일(목요일)에 《아이 챌린지 유아 모델 선발 대회》에서 대상을 차지하면서 키즈 모델로 처음 데뷔를 하였다.
주요 광고 출연작으로는 함소아 한의원, 삼성생명, Daum, 파리바게트 광고 등에 출연하였다.

## 출연 작품

### 연기 활동

#### 영화
- 2010년 《초능력자》 ... 하성지[2] 역
- 2011년 《오싹한 연애》 ... 오다금[3] 역
- 2012년 《러브 픽션》 ... 한영진[4] 역
- 2012년 《연가시》 ... 임예지 역

#### TV 시리즈
- 2011년 SBS 미니 시리즈 《내게 거짓말을 해봐》 ... 어린 공아정[5] 역
- 2011년 MBC 주말 특별기획 드라마 《애정만만세》 ... 어린 강재미[6] 역
- 2012년 SBS 주말 극장 《맛있는 인생》 ... 조미소 역

### 이외 단발적 연기 활동

#### TV 케이블 예능 방송
- 2010년 tvN《롤러코스터 남여탐구생활》육아편외 다수
- 2010~2011년 MBC《뽀뽀뽀 아이조아》
- 2011년 tvN《레인보우 유치원 》
- 2012년 On Style《프로젝트 런웨이 코리아 시즌 제4기》

## 수상 경력
- 아이챌린지 유아모델선발대회 대상(2010년 3월 11일)
- 월트디즈니 프린세스선발대회 대상(2010년 5월 26일)
- 디앤샵 키즈모델선발대회 대상(2010년 9월 1일)